# جون فيذرز
جون فيذرز (4 ديسمبر 1929 – 30 مارس 2010) هو مبارز بالسيف أسترالي راحل، مثّل بلاده في الألعاب الأولمبية الصيفية 1952.

## روابط رياضية
جون فيذرز على موقع أوليمبيديا (الإنجليزية)
- جون فيذرز على موقع اللجنة الأولمبية الأسترالية (الإنجليزية)
- جون فيذرز على موقع اتحاد ألعاب الكومنولث (مؤرشف) (الإنجليزية)